# Anisoneura obscurata
Anisoneura obscurata là một loài bướm đêm trong họ Noctuidae.